# Manuel Urrutia Lleó
Manuel Urrutia Lleó (Yaguajay, Sancti Spíritus, 8 de diciembre de 1908-Nueva York, 5 de julio de 1981) fue un político cubano que fue presidente de su país tras la renuncia de Fulgencio Batista. Asumió el cargo en enero de 1959, pero por diferencias con Fidel Castro, tan solo seis meses y medio después, renunció y pidió asilo en la embajada de Venezuela en La Habana.

## Biografía

### Papel en la Revolución Cubana
Urrutia nació el 8 de diciembre de 1908 en Yaguajay, provincia de Las Villas. Participó en las luchas contra las dictaduras de Gerardo Machado y Fulgencio Batista. El 14 de marzo de 1957, en uso de sus funciones como juez de la entonces provincia de Oriente, actuó en el juicio donde se acusaba a ciento cincuenta individuos por acciones antigubernamentales. De los acusados, veintidós fueron capturados cuando se disponían a incorporarse a la guerrilla tras el desembarco del Granma, entre ellos Frank País). Urrutia dictaminó que:

...en vista a la usurpación y retención ilegal del poder por Batista y sus seguidores, los defendidos actuaron de acuerdo a sus derechos constitucionales...

Urrutia fue el candidato presidencial propuesto por el Movimiento 26 de Julio. Fue ratificado en el Pacto de Caracas, donde el M-26-7 logró que se aprobara a Manuel Urrutia, en lugar de Felipe Pazos.

### Presidente de la República (1959)

#### Llegada al poder

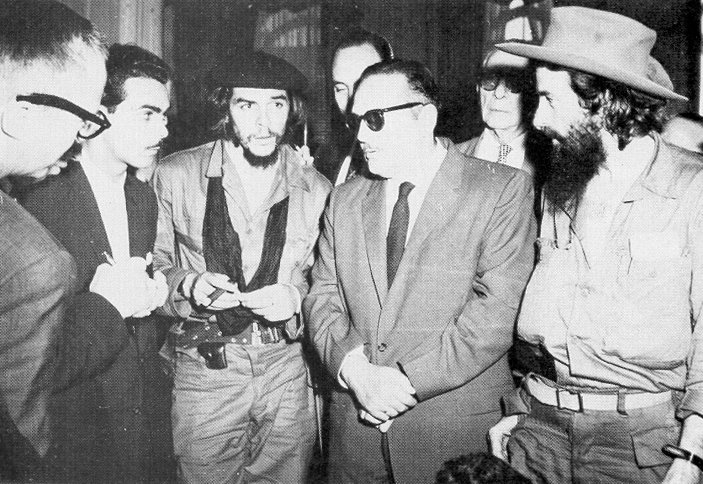
Manuel Urrutia con el Che Guevara y Camilo Cienfuegos en 1959.

Tras el triunfo de la Revolución Cubana, la huida de Batista y la renuncia a la presidencia de Carlos Manuel Piedra el 1 de enero de 1959, Urrutia fue nombrado Presidente provisional de la República de Cuba y su gobierno fue reconocido por los Estados Unidos. Mediante esta movida Castro buscó, con éxito, que el gobierno estadounidense aprobara a Urrutia por ser considerado cristiano, liberal moderado y por ser una persona educada y carismática. Al momento de la victoria revolucionaria, Urrutia se encontraba exiliado en Venezuela, pero regresó el 2 de enero para tomar posesión del cargo. El nuevo gobierno revolucionario consistió en gran parte de políticos cubanos veteranos y liberales que incluían a José Miró Cardona, que sería designado como primer ministro de Cuba por Urrutia.

#### Diferencias con Fidel Castro
Una vez en el poder, Urrutia comenzó rápidamente un programa para cerrar todos los prostíbulos, casinos y loterías, bajo el argumento de que estos habían sido durante mucho tiempo una influencia corruptora sobre el estado cubano. Sin embargo, esta medida desató las protestas de los empleados de aquellos negocios, por lo que Castro convenció a Urrutia de detener la ejecución de tal programa hasta que todos hubiesen encontrado un empleo alternativo.

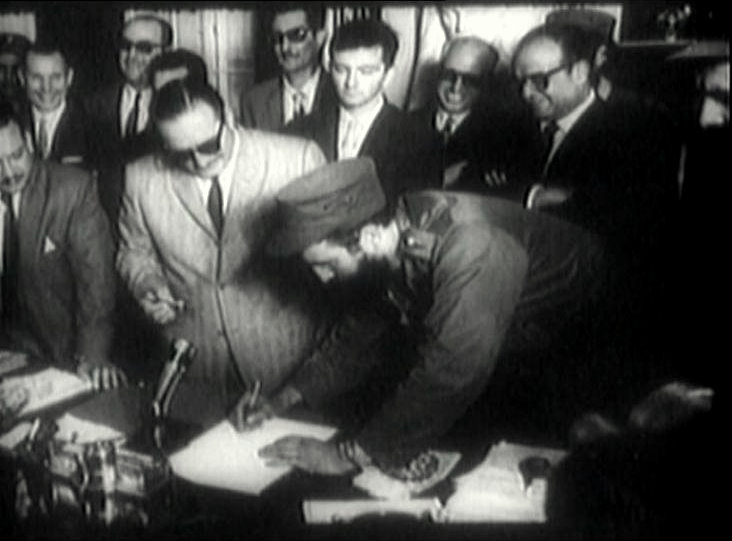
Fidel Castro firma como primer ministro de Cuba.

El 16 de febrero, tras la sorpresiva renuncia de José Miró Cardona, Castro fue nombrado primer ministro. Esto significó una disminución progresiva del poder de Urrutia mientras el de Castro se incrementaba, viéndose reducido el presidente a una figura decorativa como jefe de Estado. Surgieron diversas disputas entre el presidente y el líder revolucionario, entre las cuales destacaban la reducción del salario de Urrutia (que era el mismo que recibía Fulgencio Batista, de 100.000 pesos al año) y las intenciones del jefe de Estado de convocar nuevamente a elecciones, a lo que Castro se oponía rotundamente, pues el líder revolucionario consideraba que la vuelta de las elecciones significaría el regreso a los partidos políticos corruptos y las votaciones fraudulentas que marcaron el período de Batista.
Urrutia fue acusado por el periódico Avance de haber comprado un chalet de lujo, lo cual fue interpretado como un signo de traición a la revolución. Urrutia negó la acusación y emitió una orden judicial contra el periódico por difamación. Esta historia avivó las tensiones entre el gobierno revolucionario y el presidente, que también rechazó públicamente tener desacuerdos con Fidel Castro. Sin embargo, lo cierto es que para mediados del año el poder del Presidente era solo nominal, y Urrutia se había distanciado por completo del gobierno legislativo, incluyendo Castro, debido a la creciente influencia comunista en el estado, contra los cuales realizó una serie de comentarios críticos. Durante el período en el que Castro no declaró ninguna afiliación con los comunistas cubanos, Urrutia era un declarado anticomunista porque ellos se habían negado a apoyar la insurrección contra Batista.

#### Renuncia
El 17 de julio de 1959, tan solo siete meses y medio después de asumir el cargo, Urrutia fue obligado a renunciar por Conrado Bécquer, dirigente de los trabajadores del azúcar. Aunque Fidel Castro renunció brevemente como primer ministro en protesta, ese mismo día denunció también al gobierno de Urrutia, por considerar que su "febril anticomunismo" estaba teniendo un efecto perjudicial en el gobierno cubano. El sentimiento de apoyo hacia Castro provocó una manifestación popular contra el jefe de Estado frente al palacio presidencial, exigiendo la renuncia inmediata de Urrutia y la reincorporación de Castro como primer ministro. Tan solo un día después, viéndose sin apoyos, Urrutia aceptó renunciar. El 23 de julio, Castro regresó a la posición de primer ministro y nombró presidente a Osvaldo Dorticós Torrado, que era más leal a las reformas socialistas emprendidas por la Revolución.

### Vida posterior
Una vez fuera del gobierno, Urrutia debió buscar asilo en la embajada de Venezuela, quién fue recibido por el personal de la Misión en medio de una balacera (esposa e hijos incluidos), cuando la Embajada fue rodeada por los revolucionarios que perseguían a otros refugiados cubanos sin respetar el rango diplomático del recinto, y posteriormente se exilió en los Estados Unidos, donde fue profesor de español en el barrio neoyorquino de Queens. Participó en actividades contrarias al gobierno de Fidel Castro. Murió en Nueva York el 5 de julio de 1981.